# Wadotes tennesseensis
Wadotes tennesseensis là một loài nhện trong họ Amaurobiidae.
Loài này thuộc chi Wadotes. Wadotes tennesseensis được Willis J. Gertsch miêu tả năm 1936.